# Bastion de la butte de Bonne-Nouvelle
Pour les articles homonymes, voir Bonne-Nouvelle.
Le bastion de la butte Bonne Nouvelle est un élément de l’enceinte de Louis XIII, établi sur une butte ou éminence qui domine les quartiers avoisinants. C’est sur cette colline qu'était construit le faubourg de la Villeneuve-sur-Gravois plus connu sous le nom de Bonne-Nouvelle.

## Historique

### La Butte aux Gravois, ou Butte de Bonne-Nouvelle
La butte de Bonne Nouvelle était appelée au XIIIe siècle le Mons Superbus, au XVe siècle le Mont-Orgueil (d'où le nom de la rue Montorgueil), au XVIIe siècle la Butte-aux-Gravois. Jusqu'alors la butte se trouvait en dehors de Paris, non loin de la Porte Saint-Denis.  
C'est au XIXe siècle qu'elle reçut le nom de butte de Bonne-Nouvelle, du nom de l'église Notre-Dame-de-Bonne-Nouvelle à son sommet, quoique certains diront que le nom commémore la satisfaction des habitants à la suite de l'assainissement de la cour des Miracles à proximité .
Cette colline relevait du domaine du couvent des Filles-Dieu, qui s’étendait entre les actuelles rue du Faubourg-Saint-Denis et rue du Faubourg-Poissonnière jusqu’au chemin du Roule à Saint-Lazare, rue de Paradis, et rue des Petits-Carreaux jusqu'au centre du Paris d'alors. Ce domaine fut traversé dans les années 1356-1358 par l’enceinte de Charles V, qui amputa la propriété de la communauté et entraîna la destruction du couvent. Celui-ci fut reconstruit à l’intérieur de la nouvelle enceinte, à l’emplacement de l’actuelle rue du Caire.
La construction du rempart créa tout autour une série de monceaux issus de la terre retirée des fossés de la muraille lors de leur creusement, qui furent ensuite rehaussées de l’accumulation d’immondices. En effet les Parisiens avaient l'habitude d'entasser leurs ordures ménagères hors des murs, créant des buttes de voirie. 
La région du « Mons Superbus » est restée un terrain vague jusqu’au début du XVIe siècle. Des fouilles effectuées en 1824 pour la reconstruction de l'église de Bonne-Nouvelle ont montré des stratifications recouvrant le sol naturel sur une hauteur de près de seize mètres [réf. souhaitée]. Le sol de la butte est donc surtout artificiel : c'est un amas de gravois (gravier), de terre, d'ordures ménagères, d'immondices et de boues de voirie entassées à cet endroit depuis le XIVe siècle jusqu'à la fin du XVIe siècle. Lorsque des maisons y furent construites au XVIe siècle, les habitants de la butte se plaignaient de l'odeur.
L'ancienne voie venant des ports de pêche (les actuelles rue Montorgueil, rue des Petits-Carreaux et rue Poissonnière) évite la butte par l'ouest, la rue Saint-Denis par l'est.

### Création de la Villeneuve-sur-Gravois
Les premières maisons et trois moulins s’établissent sur la butte aux Gravois à partir de 1511 , visibles sur les plans de Truschet et de Bâle représentant la ville aux environs de 1550. 
Ces maisons furent abattues en 1544 lors de la menace de siège de Paris par les troupes de Charles Quint. Puis l’agglomération fut reconstruite au bas ou sur le flanc de la butte avec une chapelle dépendant de Saint-Laurent édifiée en 1551.
Ces constructions furent également rasées en novembre 1562 (au début des guerres de religion) quand l'armée protestante menée par Condé et Coligny menaceait Paris.
Il fut décidé en 1563 d’inclure la butte à l’intérieur de la nouvelle enceinte projetée (enceinte des Fossés Jaunes). Au cours des années suivantes des maisons sont reconstruites sur la butte et l’agglomération de la Villeneuve-sur-Gravois se développe, extension permise par l'arasement partiel de la butte et par la destruction des moulins.
Les bâtiments de la Villeneuve-sur-Gravois sont une nouvelle fois abattus en 1590 lors du siège de Paris par les troupes d’Henri IV. Les plans Quesnel de 1609 et Mérian de 1615 figurent des maisons en ruine.
À partir de 1622, le lotissement de la butte par la communauté des Filles-Dieu reprend. Les parcelles vendues sont pour la plupart petites, de l’ordre de 5 mètres sur 12 mètres.
À la suite de la franchise accordée en 1623 par Louis  XIII «à toutes personnes qui exerceront les arts et métiers d’y travailler  librement et publiquement et d’y tenir boutique », de nombreux menuisiers, ébénistes, sculpteurs, tailleurs de pierre et maçons s’y établissent. Parmi ces artisans des fabricants de siège ont réalisé de magnifiques fauteuils.
En octobre 1626, les marguillers de Notre-Dame de Bonne-Nouvelle acquièrent un terrain sur les actuelles rues Beauregard et de Bonne-Nouvelle pour y construire une église, un cimetière et un presbytère.

### Le bastion
En 1633-1636, les travaux de fortification reprennent avec création d’un bastion en pointe à l’emplacement de l’actuel boulevard de Bonne-Nouvelle. Ce bastion ne sera cependant jamais maçonné.
La communication de la rue Poissonnière avec le chemin à l’extérieur de l’enceinte, actuelle rue du Faubourg-Poissonnière est établie lors de ces travaux (auparavant la rue se terminait en cul-de-sac devant le rempart) ce qui désenclave le quartier .
En 1634, l’enceinte de Charles V est démolie. La rue d’Aboukir est ouverte sur son fossé remblayé, les numéros pairs étant à l’emplacement de l’ancien mur. La rue de Cléry, parallèle, est établie sur le chemin longeant le fossé. Ces rues sont rapidement construites mais un espace est laissé libre entre ces rues, approximativement de l’actuelle rue Chénier jusqu’au niveau de l’actuelle rue Damiette soit 400 mètres sur 50 mètres, pour un projet de place abandonné en 1716. Cet espace loti au cours des années suivantes apparaît entièrement construit sur le plan de Turgot levé en 1734.
En 1670, le boulevard de Bonne-Nouvelle est ouvert à la place de l'ancienne fortification au nord de la butte.

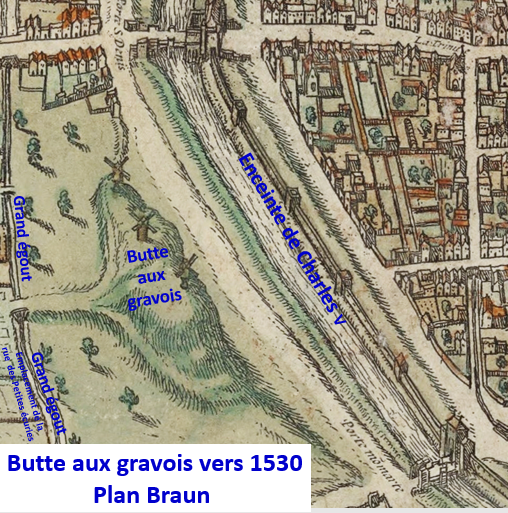
Butte de Bonne Nouvelle en 1530 (plan Braun).
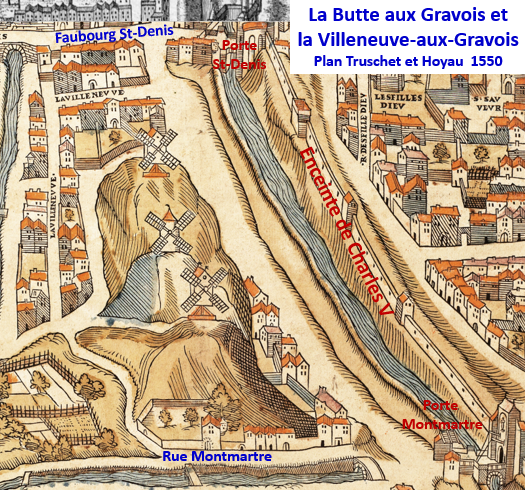
Bonne Nouvelle en 1550 (plan Hoyau et Truschet).
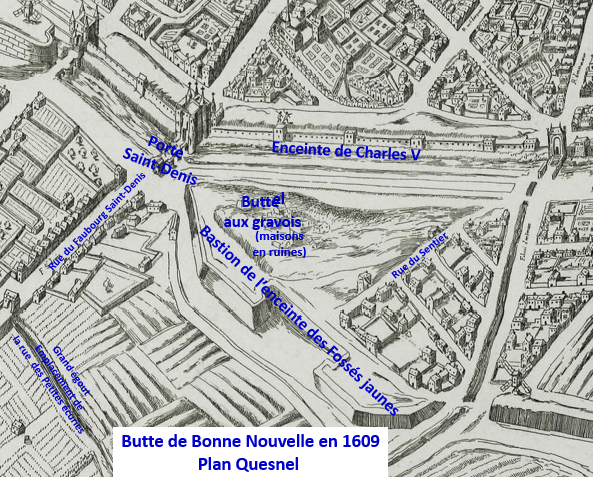
Bonne Nouvelle en 1609 (plan Quesnel).
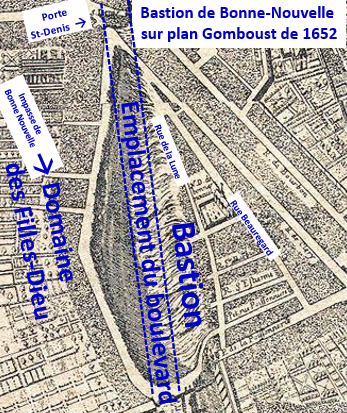
Bastion de Bonne nouvelle en 1652 (plan Gomboust).
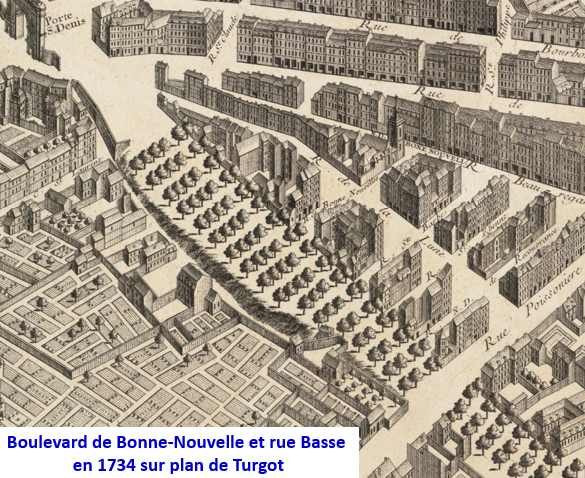
Bonne Nouvelle en 1734 (plan Turgot).

### Le quartier de Bonne-Nouvelle
Limitée par le boulevard de Bonne-Nouvelle, la rue Poissonnière et la rue d’Aboukir, la butte de Bonne-Nouvelle est la partie escarpée en triangle  d’environ 3 hectares du quartier du Sentier plus vaste qui s’étend pratiquement, d’est en ouest, du boulevard de Sébastopol à la rue du Sentier et un peu au-delà, du nord au sud, des boulevards Poissonnière et de Bonne-Nouvelle à la rue Réaumur. C’est également la partie nord du quartier administratif de Bonne-Nouvelle.
Ce micro-quartier a conservé les rues et le parcellaire des années de la construction de Villeneuve-sur-Gravois de 1620 à 1680. La  majorité des bâtiments sont de cette origine, une minorité datent du  XVIIIe siècle ou du début du XIXe siècle, un très petit nombre sont plus récents, le plus remarquable étant l’ancien immeuble industriel de la Générale au 37-39 de la rue de la Lune de la deuxième moitié du XIXe siècle.

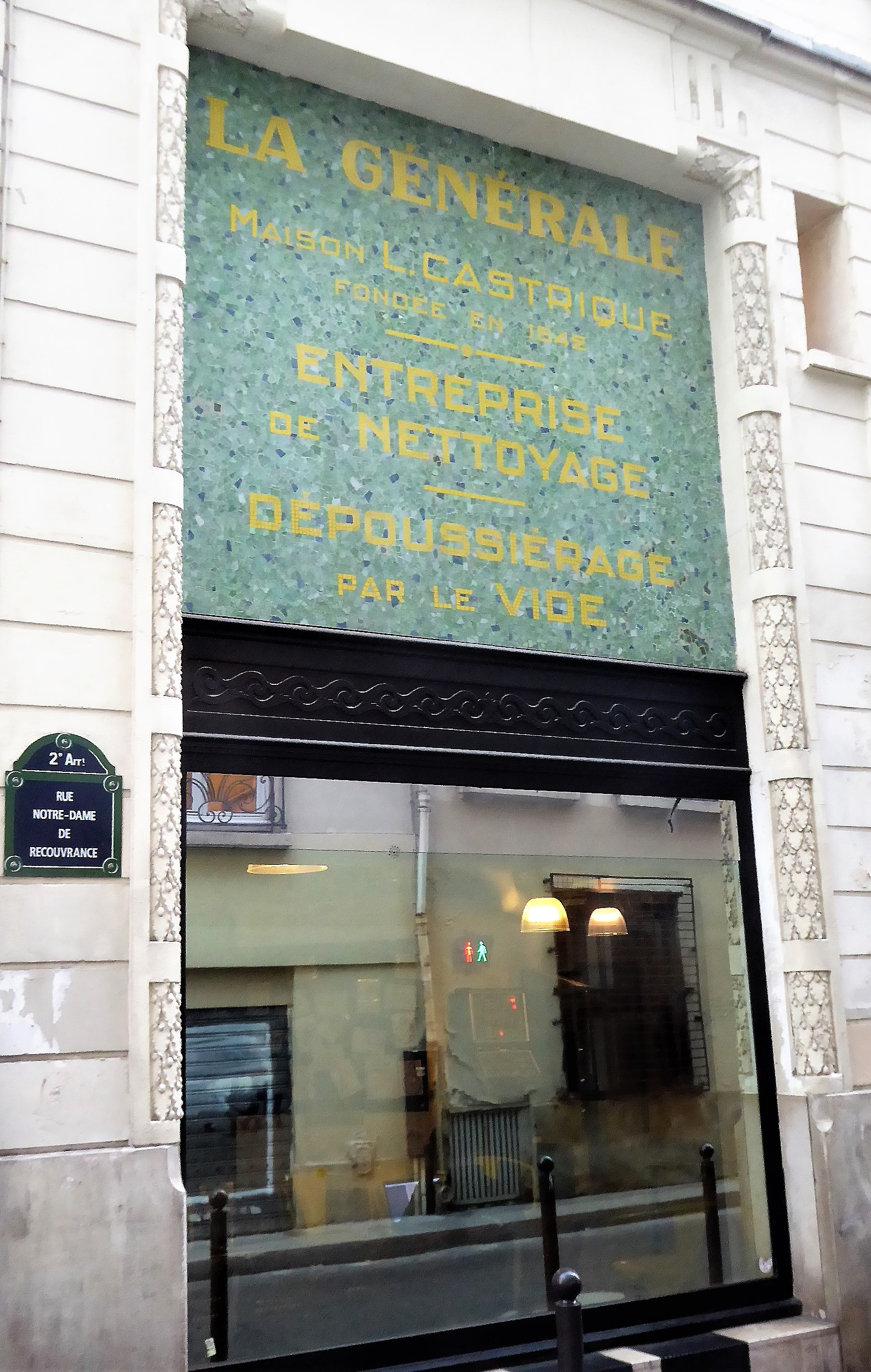
La Générale Maison Castrique, enseigne.
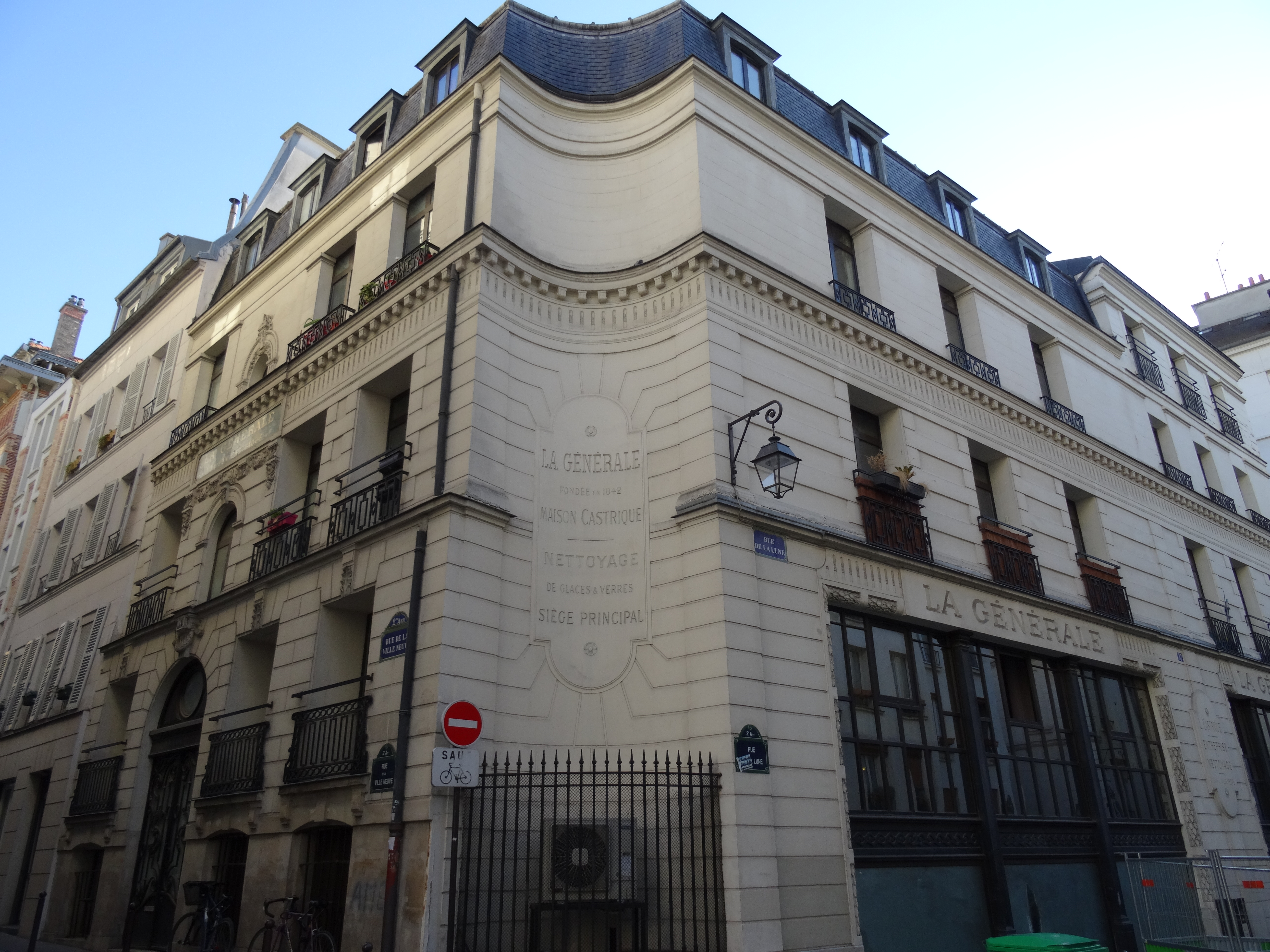
La Générale, Maison Castrique, siège principal.

Les menuisiers et artisans établis aux XVIIe siècle et du XVIIIe siècle ont quitté le quartier au cours du XIXe siècle et le sommet de la colline autour des rues Beauregard et de la Lune est un ilot de calme dans l’environnement animé du Sentier.
Dans ce périmètre d’architecture ancienne préservée, seuls deux éléments sont classés, l’hôtel de Noisy, immeuble du XVIIe siècle à l’angle de la rue Poissonnière et de la rue de Cléry, et l’église Notre-Dame de Bonne-Nouvelle. Ce patrimoine a été dans l’ensemble médiocrement entretenu au cours du XXe siècle.

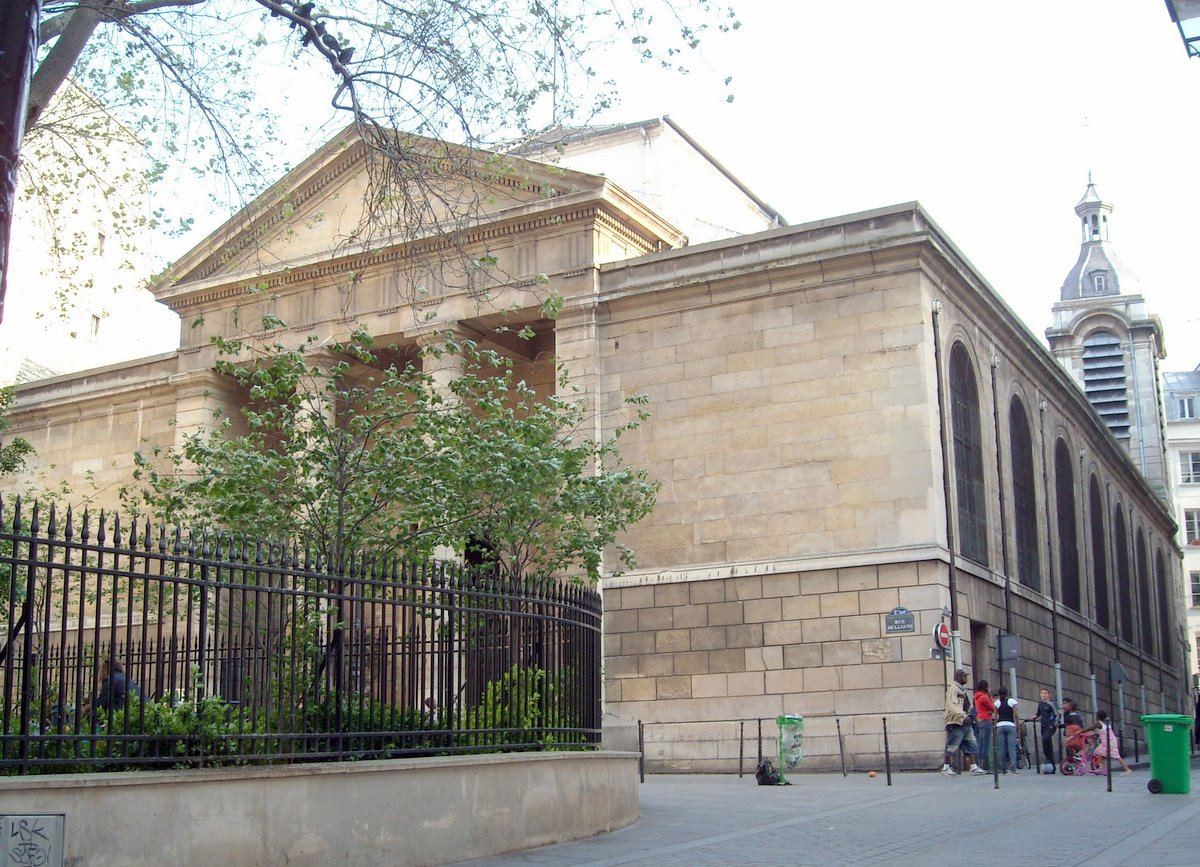
Église Notre-Dame-de-Bonne-Nouvelle, vue d'ensemble.
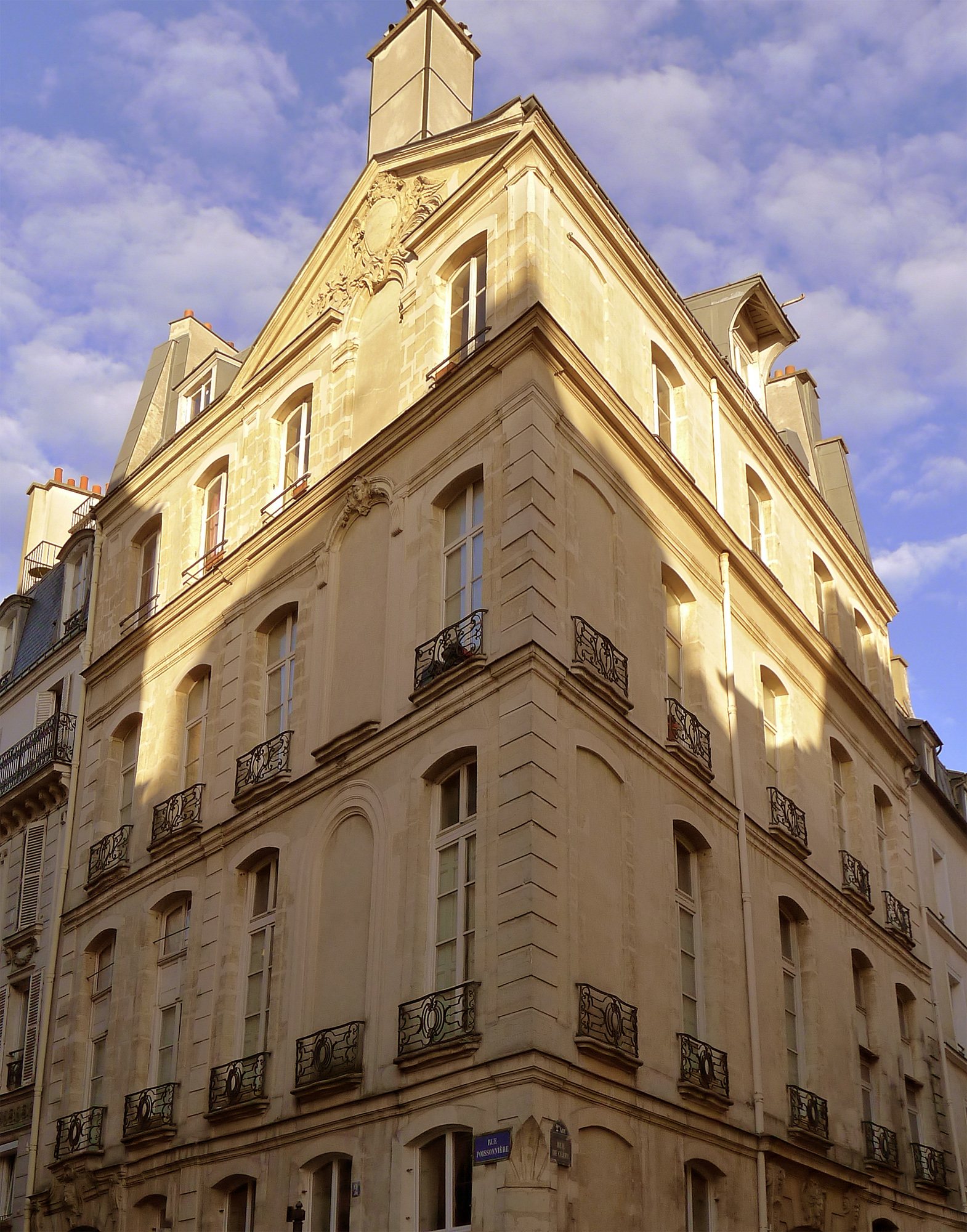
Hôtel de Noisy angle rues Poissonnière  et de Clery.

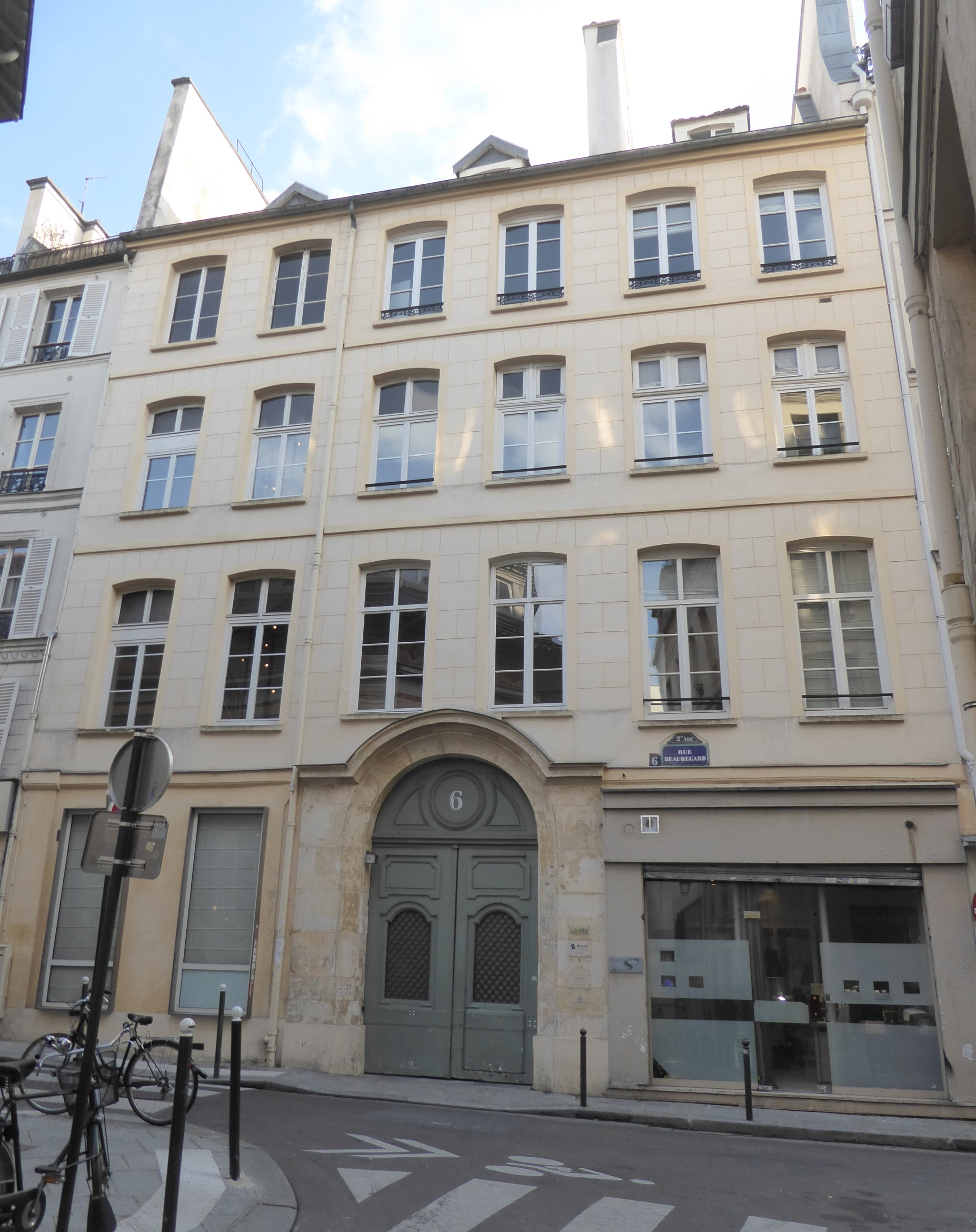
6 rue de Beauregard, hôtel XVIIIe siècle (non classé).
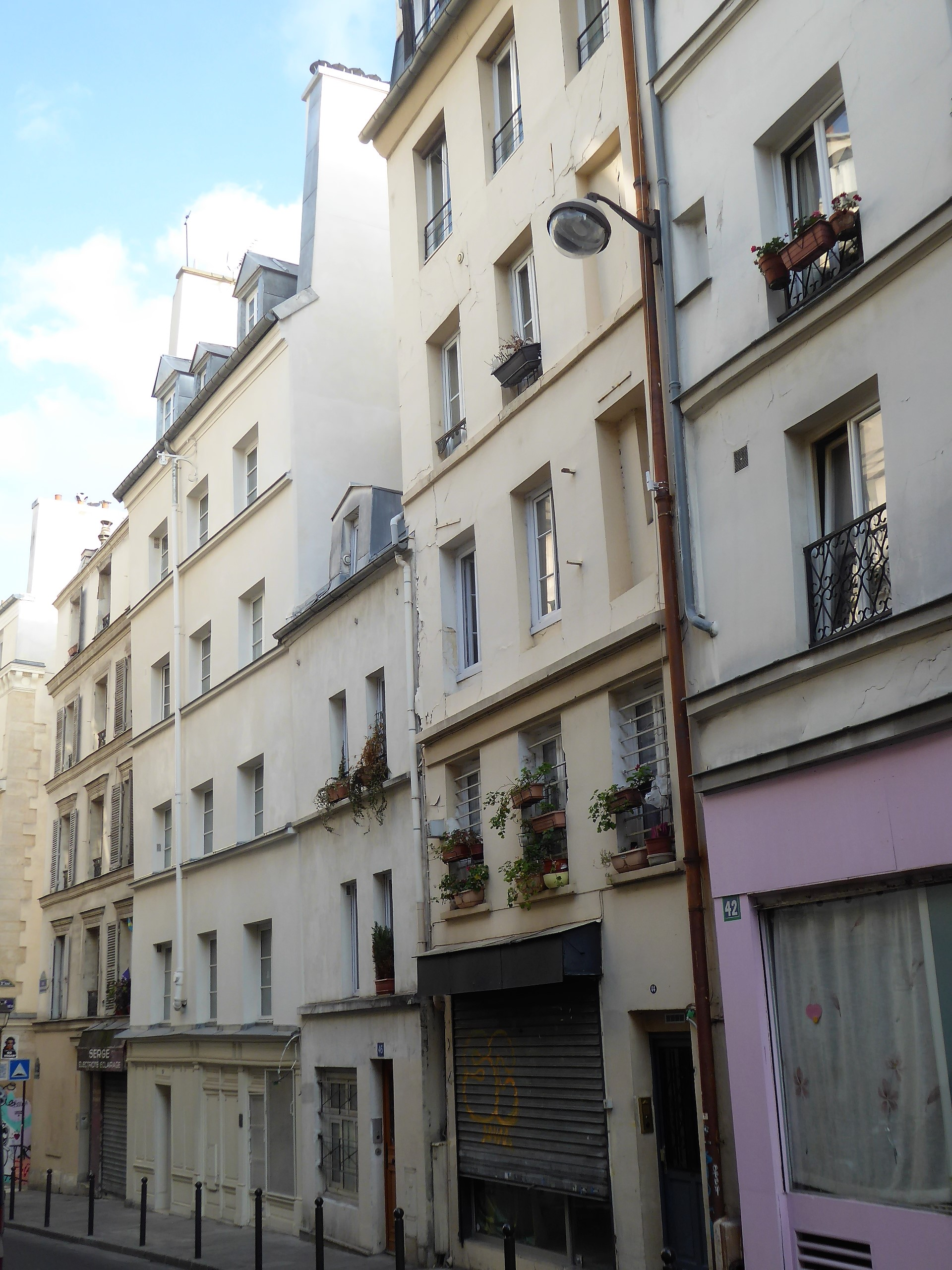
42-50 Rue de Beauregard  maisons XVIIe siècle.
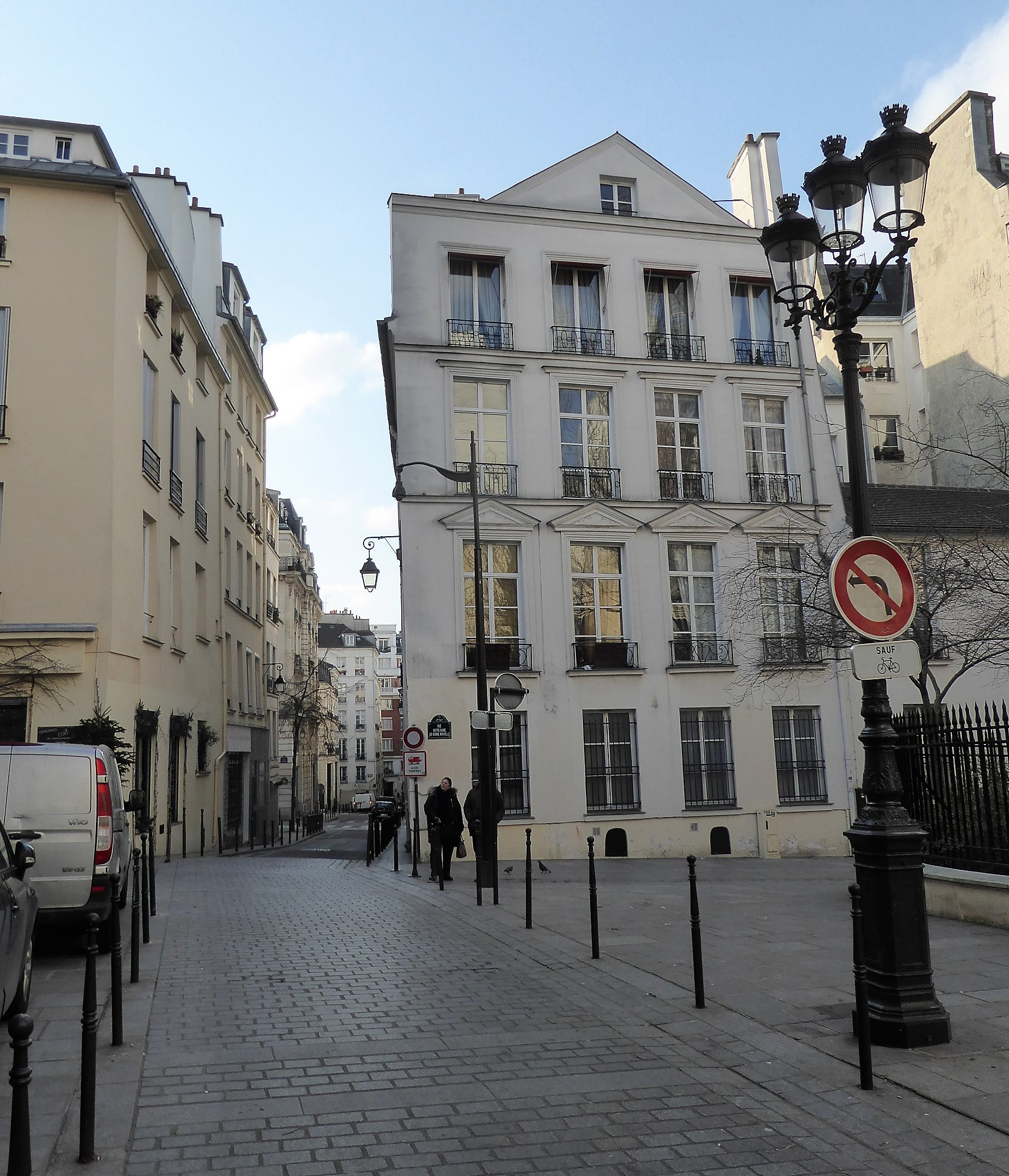
Rue de la Lune - angle de la rue Notre-Dame de Bonne Nouvelle. Maison XVIIe siècle.